# 阴维脉
陰維脈，奇經八脈之一。“維”者繫也，陰維脈與六陰脈相聯繫，維繫諸陰經。陰維脈起於小腿內側築賓穴，沿腿股內側並足太陰、厥陰上行，至咽喉與任脈會合。《素問·刺腰痛論》：“刺飛陽之脈，在內踝上五寸，少陰之前，與陰維之會。”王叔和說：「診得陽維脈浮者，暫起目眩，陽盛實者，苦肩息，灑灑如寒」；「診得陰維脈沉大而實者，苦胸中痛，肋下支滿，心痛」。
陰維脈有病時，有心痛的症狀。《難經·二十九難》：“陰維為病，苦心痛。”